# Apanteles znoikoi
Apanteles znoikoi är en stekelart som beskrevs av Vladimir Ivanovich Tobias 1976. Apanteles znoikoi ingår i släktet Apanteles och familjen bracksteklar. Inga underarter finns listade i Catalogue of Life.